# Marcgraviaceae
Marcgraviaceae Bercht. & J.Presl, 1820 è una famiglia di piante angiosperme dell'ordine Ericales.

## Tassonomia
La famiglia comprende i seguenti generi:
- Marcgravia L.
- Marcgraviastrum (Wittm. ex Szyszył.) de Roon & S.Dressler
- Norantea Aubl.
- Ruyschia Jacq.
- Sarcopera Bedell
- Schwartzia Vell.
- Souroubea Aubl.